# Aplocheilichthys lacustris
Aplocheilichthys lacustris là một loài cá thuộc họ Poeciliidae. Nó là loài đặc hữu của Tanzania. Các môi trường sống tự nhiên của chúng là sông and intermittent rivers.